# Grand Prix automobile de France 1961
GP précédent GP suivant
Le Grand Prix de France 1961 (XLVIIe Grand Prix de l'A.C.F.), disputé sur le circuit de Reims le 2 juillet 1961, est la quatre-vingt-dix-huitième épreuve du championnat du monde de Formule 1 courue depuis 1950 et la quatrième manche du championnat 1961.

## Contexte avant la course

### Le championnat du monde
La saison 1961 correspond à l'introduction de la nouvelle Formule 1 1 500 cm3, effective à partir du premier janvier. Cette nouvelle formule, très proche de l'ancienne Formule 2 en vigueur de 1957 à 1960, a remplacé la précédente réglementation autorisant une cylindrée de 2500 cm3 (moteur atmosphérique) ou de 750 cm3 (moteur suralimenté).
- Principaux points de la nouvelle réglementation :
- interdiction des moteurs suralimentés
- cylindrée minimale : 1300 cm3
- cylindrée maximale : 1500 cm3
- poids minimal : 450 kg (à sec)
- double circuit de freinage obligatoire
- arceau de sécurité obligatoire (le haut du cerceau devant dépasser le casque du pilote)
- démarreur de bord obligatoire
- carburant commercial
- ravitaillement en huile interdit durant la course

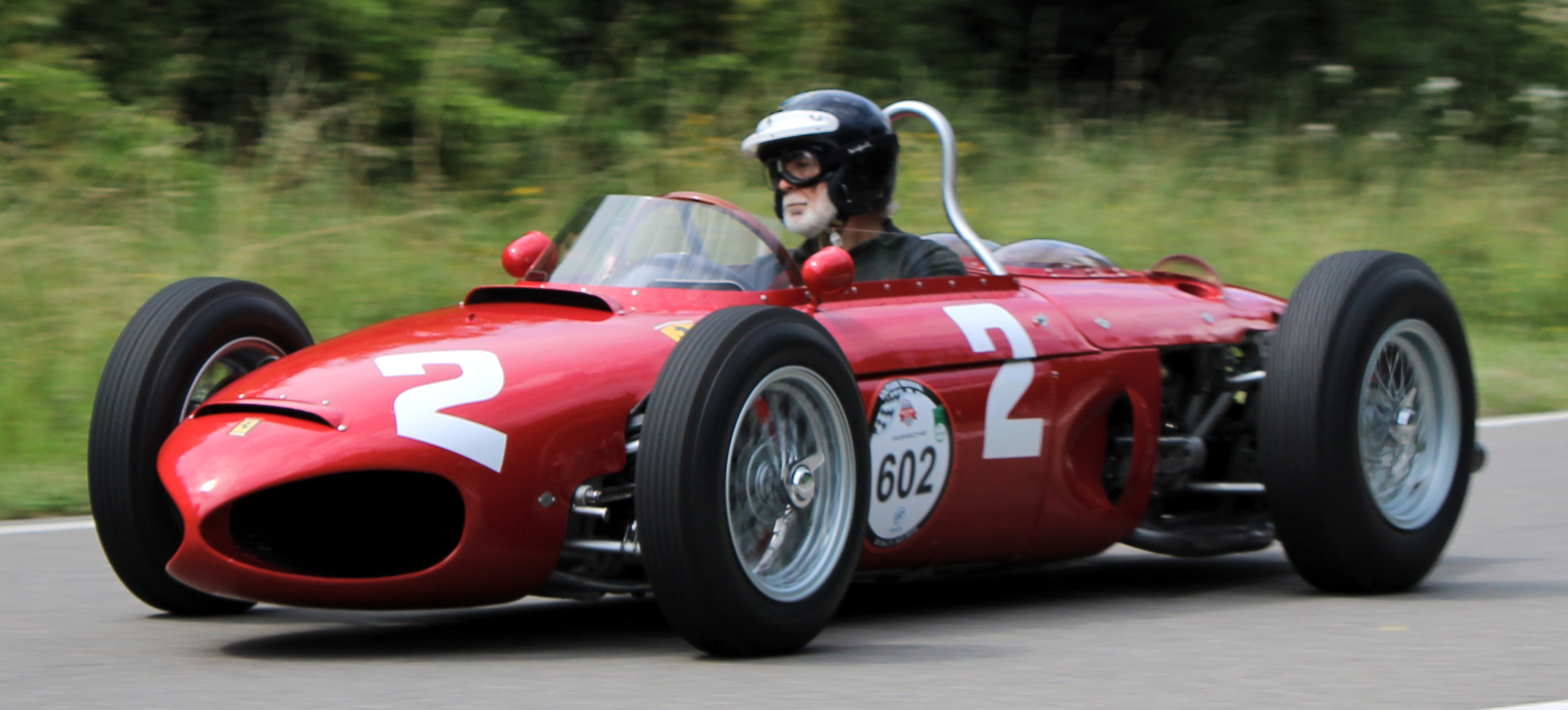
Les Ferrari 156 (ici lors d'une course historique) sont les seules monoplaces du plateau spécifiquement développées en vue de la nouvelle réglementation et dominent outrageusement leurs concurrentes.

La nouvelle formule ayant été annoncée officiellement le 28 octobre 1958 par le président de la Commission sportive internationale (CSI), Monsieur Pérouse, les constructeurs disposaient de deux ans pour développer leurs nouvelles monoplaces. Toutefois les concurrents britanniques, opposés à la réduction de la cylindrée et à l'augmentation du poids minimal, ont perdu deux ans à tenter de faire revenir la CSI sur sa décision et ont de ce fait tardé à mettre en chantier de nouveaux moteurs. En conséquence, en ce début de saison, seule la Scuderia Ferrari dispose d'un modèle à moteur V6 parfaitement au point, alors que ses concurrents britanniques ont conçu tardivement leurs châssis, adaptés à la version 1500 cm3 du quatre cylindres Coventry Climax FPF dont la conception remonte à 1956, le seul moteur dont ils disposent. Encouragé par ses bons résultats en Formule 2 les saisons précédentes, Ferry Porsche a également décidé de se lancer en F1, utilisant cette année une évolution de ses anciennes F2, la nouvelle monoplace à moteur huit cylindres de la marque allemande n'étant pas attendue, au mieux, avant l'automne.
Malgré une défaite à Monaco où Stirling Moss leur avait superbement tenu tête, les Ferrari ont logiquement dominé les courses suivantes, avec à la clef un doublé au Grand Prix des Pays-Bas et un quadruplé au Grand Prix de Belgique. Elles se révèlent en outre très fiables, l'écurie n'ayant enregistré aucun abandon depuis le début de l'année. Comptant un succès chacun, Phil Hill et Wolfgang von Trips occupent les deux premières places du championnat, avec un seul point d'écart.

### Le circuit
Pratiquement aussi rapide que celui de Spa-Francorchamps, le circuit de Gueux n'est utilisé qu'une fois par an, début juillet, pour un meeting comprenant, outre le Grand Prix de Formule 1, une coupe internationale de Formule Junior, baptisée Challenge Jean Behra en hommage au champion français disparu deux ans plus tôt. Développant plus de huit kilomètres, le tracé comprend deux longues lignes droites, autorisant des vitesses de pointe de près de 300 km/h aux précédentes F1 dont la puissance frisait les trois-cents chevaux. Avec la nouvelle réglementation limitant la cylindrée à 1500 cm3, les performances seront cette année réduite, les deux-cents kilomètres par heure de moyenne étant cependant attendus. En 1960, Jack Brabham avait établi un nouveau record officiel du circuit, tournant à plus de 217 km/h de moyenne au volant de sa Cooper.

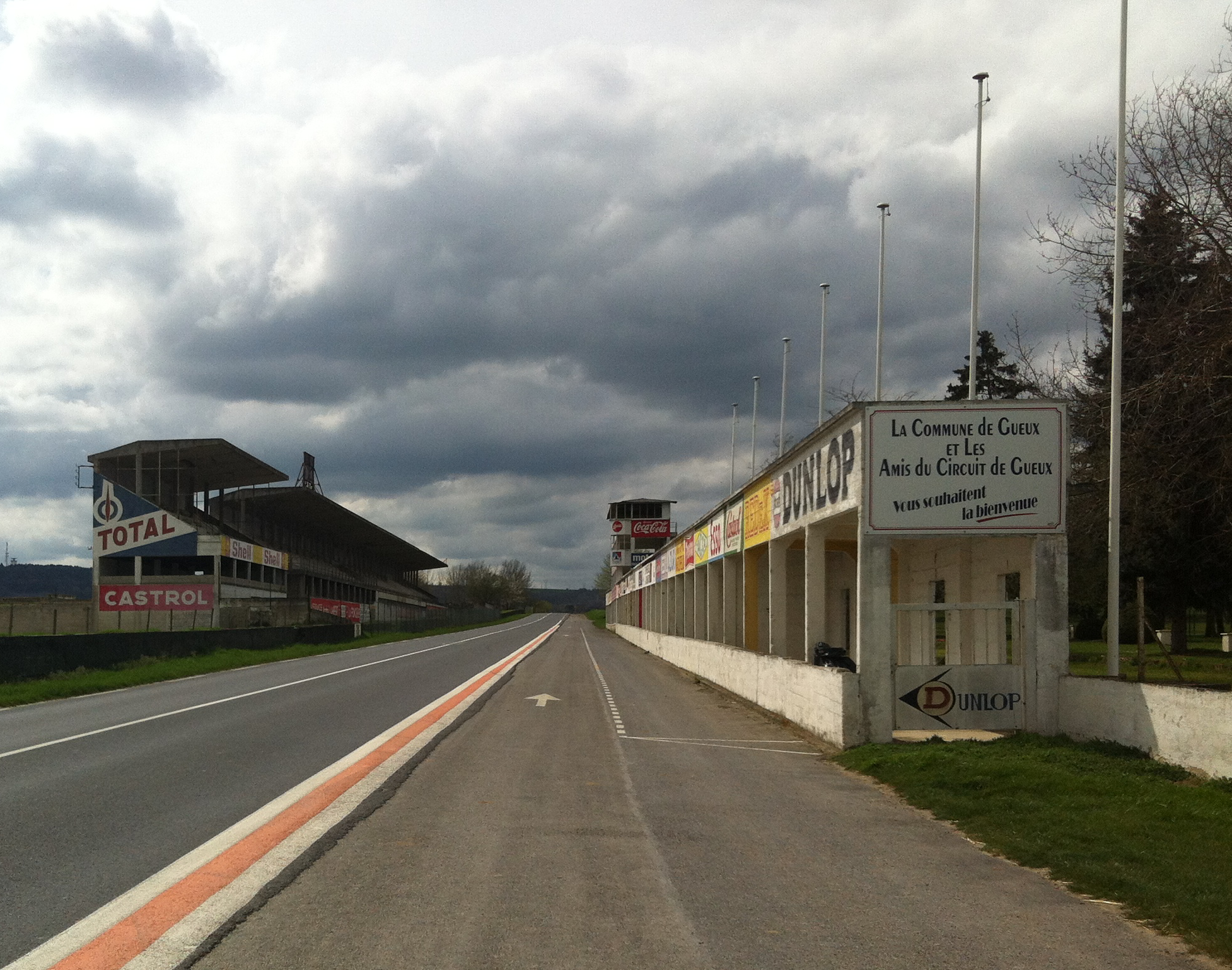
Les stands et la tribune principale du circuit de Reims-Gueux.
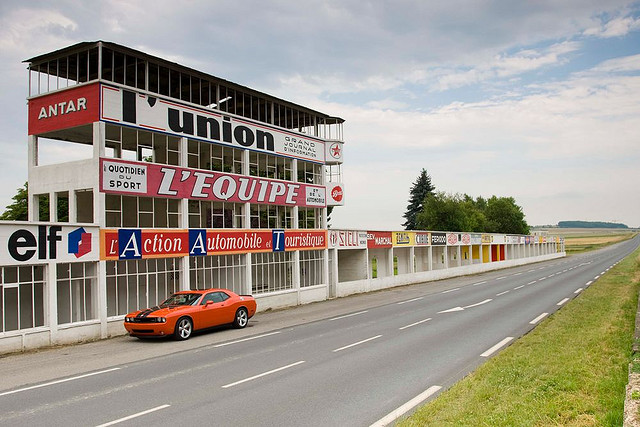
La ligne droite des stands (vue ici dans les années 2000) emprunte la départementale 27.
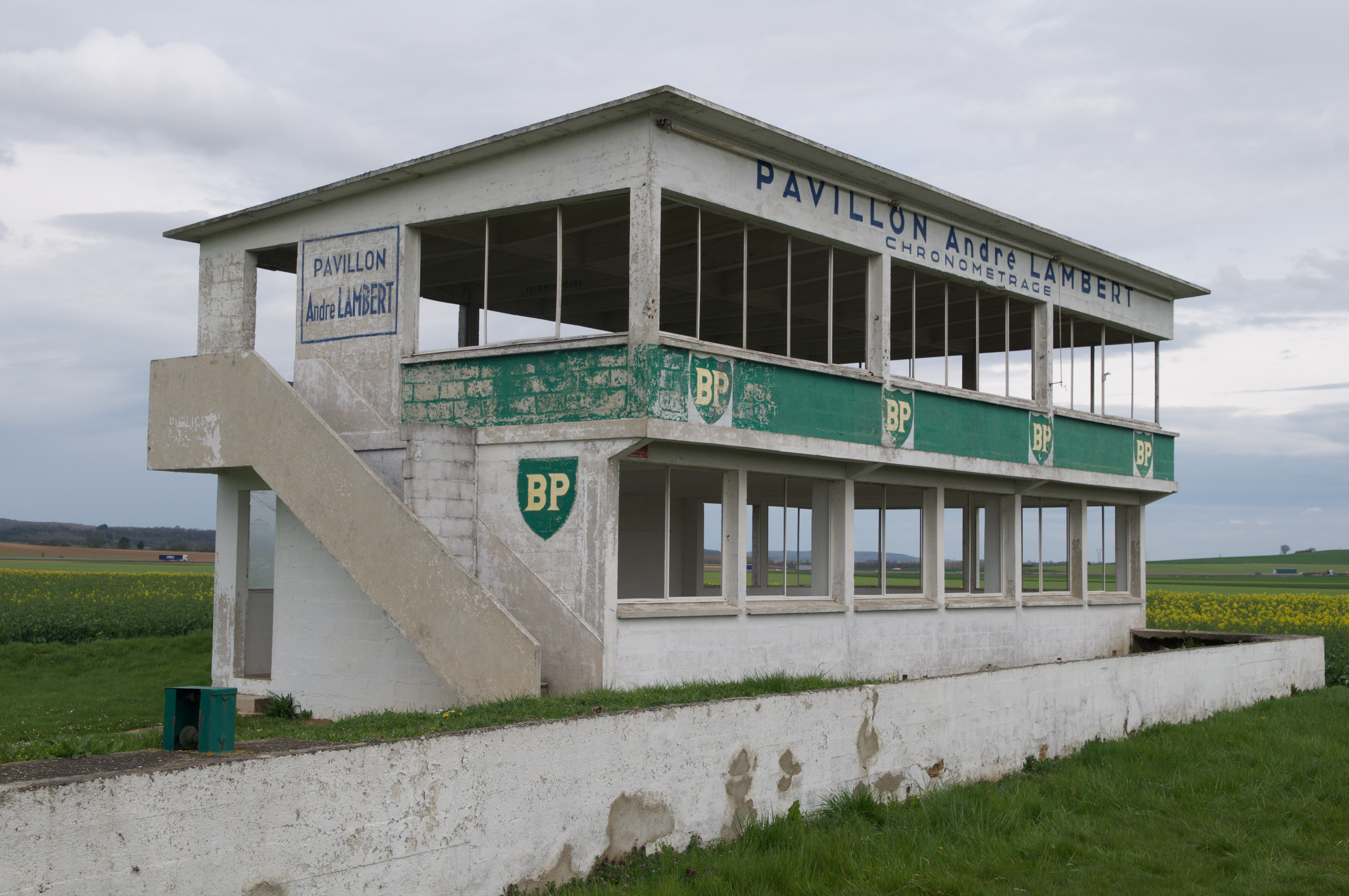
Le poste de chronométrage du circuit.
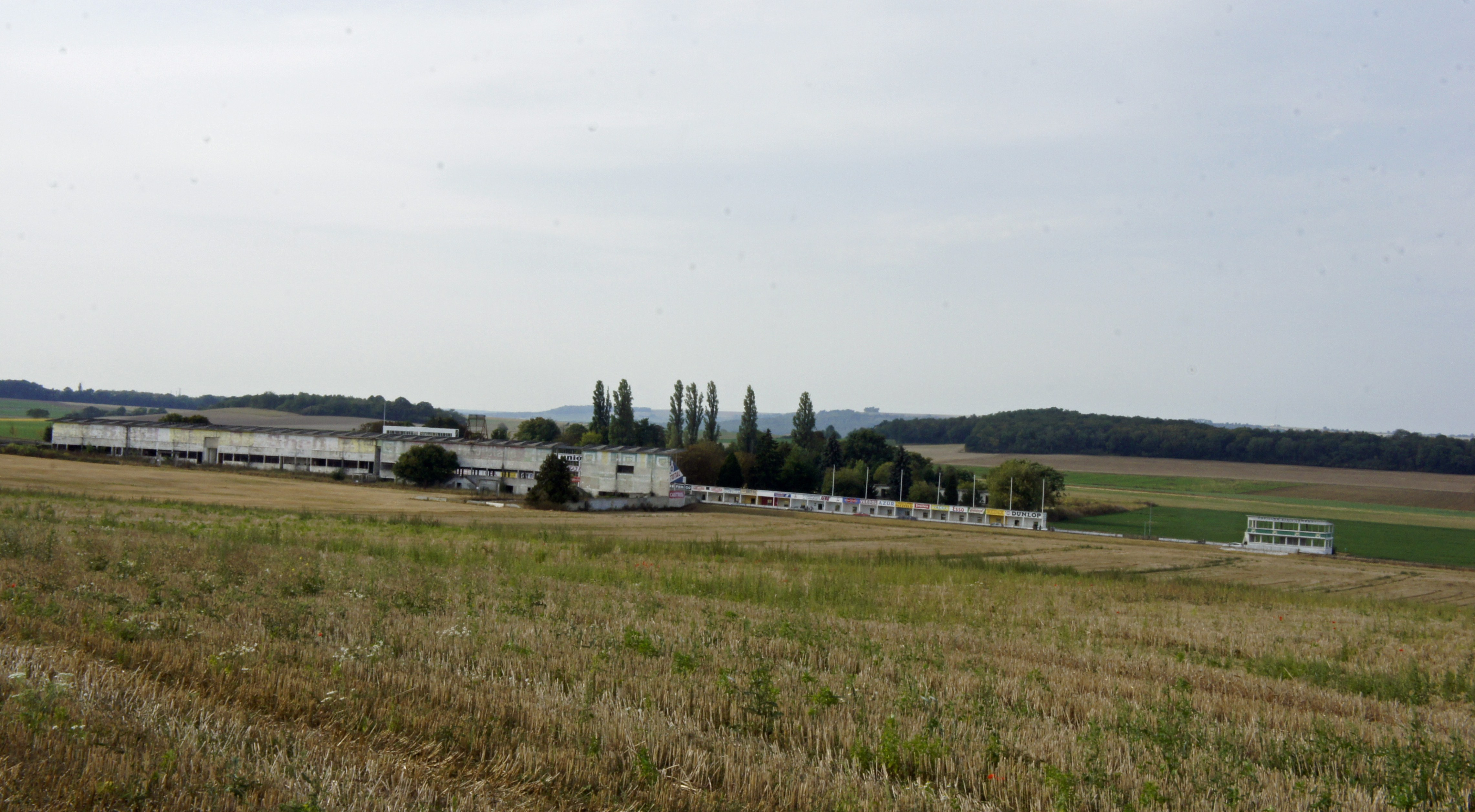
Le cadre du circuit, en pleine campagne champenoise.

## Monoplaces en lice
- Cooper T55 "Usine"

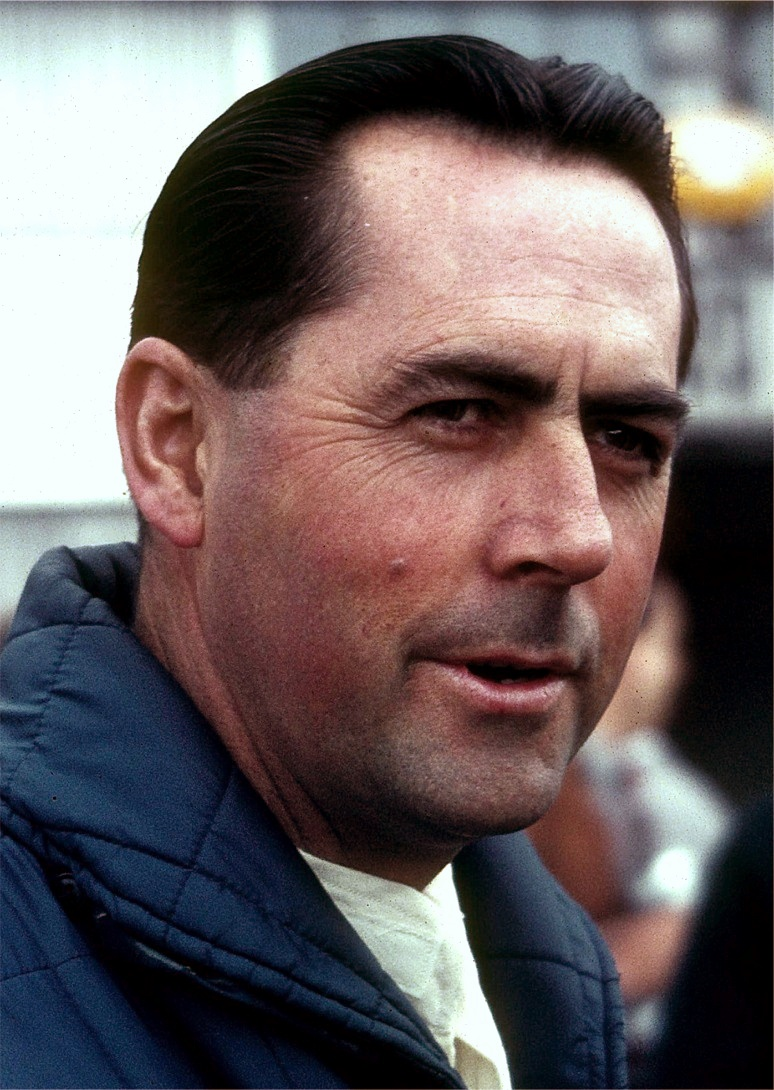
Champion du monde en 1959 et 1960 sur Cooper, Jack Brabham ne dispose pas, avec la T55, d'une monoplace lui permettant de défendre son titre.

Dérivée de la T53 de la saison précédente, la Cooper T55 a été initialement conçue pour l'usage du nouveau moteur V8 Coventry Climax. Celui-ci étant toujours en cours de développement, l'équipe britannique a dû se résoudre à utiliser le moteur Climax FPF (quatre cylindres, double arbre à cames en tête), qui dans sa dernière version MKII délivre 152 chevaux à 7600 tr/min, presque quarante de moins que la dernière évolution du V6 Ferrari. Il est accouplé à une boîte de vitesses à six rapports, étudiée et réalisée en interne. Le montage incliné du moteur et ses points d'ancrage positionnés très bas ont permis d'affiner la ligne de cette monoplace de 465 kg, qui souffre cependant d'une vitesse de pointe insuffisante par rapport aux monoplaces italiennes. En dehors de quelques succès hors championnat en début d'année (victoires de Jack Brabham au Grand Prix de Bruxelles et aux 200 Miles d'Aintree, face à une opposition réduite), les Cooper ont déserté le devant de la scène, les voitures officielles n'ayant jusqu'alors obtenu mieux que des sixièmes places dans les premières manches du championnat. Brabham et son coéquipier Bruce McLaren rongent donc leur frein dans l'attente du nouveau moteur V8, prévu avant l'automne.
- Cooper T53 & T51 privées

Le Yeoman Credit Racing Team, dirigé par Reg Parnell, a engagé deux T53 à moteur Coventry Climax FPF MkII et boîte cinq vitesses pour John Surtees et Roy Salvadori. L'équipe Camoradi International aligne un modèle identique, confié à Masten Gregory. Jackie Lewis a engagé sa T53 personnelle au sein de son écurie H&L Motors, tout comme le Français Bernard Collomb qui fait sa première apparition au niveau mondial ; ce dernier ne dispose toutefois que de la version MKI du moteur Climax FPF, ne développant que 143 chevaux. Maurice Trintignant dispose quant à lui de l'ancienne Cooper T51 de la Scuderia Serenissima, équipée d'un moteur de Maserati 150S (quatre cylindres,142 chevaux à 7500 tr/min).
- Lotus 21 "Usine"

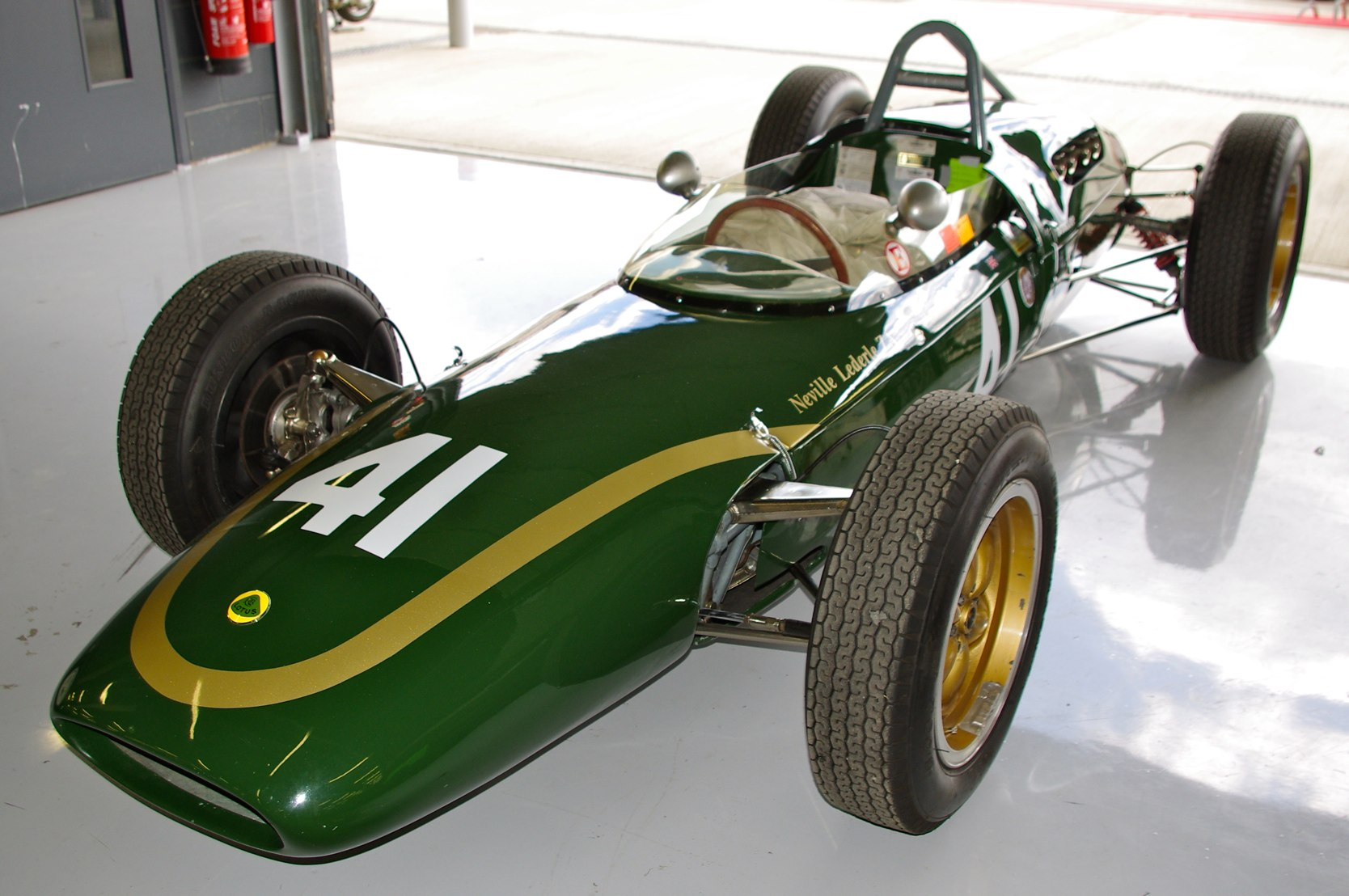
La Lotus 21, aérodynamiquement beaucoup plus fine que la précédente Lotus18.

Si le châssis de la Lotus 21 est très proche de celui de la précédente 18, sa carrosserie, semblable à celle de la Lotus 20 de Formule Junior, est en revanche beaucoup plus aérodynamique. Elle bénéficie en outre d'une suspension avant carénée. Ces évolutions permettent à cette monoplace de 455 kg, équipée d'un moteur Climax FPF MKII associé à une boîte de vitesses ZF à cinq rapports, d'avoir une vitesse de pointe acceptable malgré sa modeste puissance de 152 chevaux. En plus des deux monoplaces de Jim Clark et Innes Ireland (pilotes titulaires de l'équipe), l'usine a engagé la voiture de réserve pour le pilote belge Willy Mairesse.
- Lotus 18 privées

Devant l'impossibilité pour lui d'acquérir une Lotus 21 (son pilote Stirling Moss étant soutenu par un concurrent du commanditaire de l'équipe Lotus), Rob Walker continue à engage une Lotus 18 de la saison passée. Chef mécanicien de l'équipe, Alf Francis a cependant réussi à effectuer les modifications nécessaires pour que la monoplace bénéficie des mêmes évolutions aérodynamiques que le modèle d'usine, transformations apportées juste avant le Grand Prix de Belgique et justifiant l'appellation 18/21. La monoplace de Moss est donc maintenant très proche des modèles d'usine, utilisant également le moteur Climax FPF MkII. L'écurie UDT Laystall a depuis suivi la même voie et engage deux 18/21 pour Henry Taylor et Lucien Bianchi, ce dernier remplaçant au pied levé l'Argentin Juan Manuel Bordeu qui devait débuter dans l'équipe mais s'est blessé lors d'un test sur le circuit de Goodwood. La Scuderia Camoradi n'a apporté aucune modification à sa Lotus 18 que pilotera Ian Burgess et, comme à Monaco, le pilote indépendant Michael May s'aligne sur sa 18 personnelle.
- Ferrari 156 "Usine"

Première formule 1 de la marque à moteur central arrière, la 156 F1 reprend la base de la 156P de formule 2 de la saison précédente, mais avec une carrosserie beaucoup plus élancée, ayant fait l'objet d'une étude en soufflerie. Durant l'intersaison, l'ingénieur motoriste Carlo Chiti a remanié le moteur V6, en abaissant le centre de gravité grâce à un angle plus ouvert (120° contre 65° auparavant) ; cette nouvelle disposition a également permis de réduire le poids des pièces en mouvement, autorisant un régime plus élevé et des accélérations plus franches. Alimenté par deux carburateurs Weber triple corps de 40 mm, ce V6 à double allumage délivre 190 chevaux à 9500 tr/min. La transmission comporte une boîte de vitesses à cinq rapports, couplée à un embrayage multidisque à sec. Le freinage est assuré par quatre freins à disques, montés dans les roues à l'avant, les deux disques arrière, accolés à la boîte, étant ventilés. Longue d'un peu plus de quatre mètres, la 156 F1 pèse 460 kg. Elle et de loin la plus puissante et la plus rapide (270 km/h) de toutes les monoplaces du plateau. Phil Hill, Wolfgang von Trips et Richie Ginther disposent de leurs monoplaces habituelles. Ils sont épaulés par l'espoir italien Giancarlo Baghetti, engagé par la Federazione Italiana Scuderie Automobilsche (F.I.S.A.), qui regroupe plusieurs écuries de course italiennes et aide les jeunes pilotes prometteurs. En début d'année, la F.I.S.A. a acquis une 156 F1, dotée toutefois de l'ancienne version du V6 (65°), limitée à 180 chevaux à 9000 tr/min, la voiture pesant 470 kg dans cette configuration. C'est sur cette monoplace que Baghetti, issu de la Formule Junior, a débuté en Grand Prix, s'imposant dès sa première sortie au Grand Prix de Syracuse et récidivant trois semaines plus tard au Grand Prix de Naples, deux épreuves hors championnat. Le Grand Prix de France constitue sa première apparition dans une manche du championnat du monde. 
- BRM P48/57 "Usine"

Utilisant jusqu'alors ses propres moteurs, l'équipe BRM est cette année contrainte d'avoir recours au moteur Climax FPF MkII, son futur moteur V8 (dont l'étude et le développement ont été lancés tardivement) n’étant pas attendu avant plusieurs semaines. La monoplace 1961 est donc un modèle de transition, dérivé de la P48 de l'année précédente et baptisé P48/57. En dehors du changement de moteur, BRM a également modifié le système de freinage arrière, abandonnant le disque monté sur l'arbre de transmission pour le remplacer par deux disques montés dans les porte-moyeux, les deux disques avant restant inchangés. La P48/57 pèse 470 kg à vide. Les pilotes en sont Graham Hill et Tony Brooks.
- Porsche 718 "Usine"

Le constructeur de Stuttgart a profité de la nouvelle réglementation pour s'impliquer en Formule 1, s'appuyant sur son modèle 718-2 de Formule 2, apparu en 1959. Dans l'attente de la nouvelle monoplace à moteur huit cylindres prévue pour la saison 1962, la marque avait réalisé un modèle intérimaire, la 787, proche de la 718, dont les performances se sont révélées assez décevantes, d'où un retour à l'utilisation de l'ancien modèle pour cette saison. La 718 toutefois bénéficie toutefois de quelques évolutions apparues sur la 787, comme une suspension plus évoluée et un capot arrière mieux profilé. Le moteur à quatre cylindres à plat refroidi par air est alimenté par un système d'injection mécanique Kugelfischer ; sa puissance est de l'ordre de 170 chevaux à 9000 tr/min. La boîte de vitesses, conçue à l'usine, comporte six rapports. Le poids de l'ensemble est de 460 kg à sec. Les deux monoplaces engagées sont aux mains de Joakim Bonnier et Dan Gurney.
- Porsche 718 privée

Carel Godin de Beaufort pilote la Porsche 718 de son écurie Maarsbergen. Le pilote néerlandais Carel Godin de Beaufort avait racheté cette monoplace à l'usine en début d'année ; cette voiture avait disputé la saison 1960 de Formule 2 aux mains de Graham Hill. Ne bénéficiant pas des dernières évolutions apportées par le constructeur, elle s'avère un peu moins puissante que les monoplaces officielles.
- De Tomaso F1

L'ex-pilote argentin Alejandro de Tomaso a modifié sa monoplace de F2 de la saison précédente pour réaliser sa première F1, utilisant un moteur OSCA à quatre cylindres (développant 158 chevaux à 7300 tr/min) et une boîte de vitesses à cinq rapports réalisée en interne. Engagée par la Scuderia Serenissima, la voiture est aux mains de Giorgio Scarlatti.
- JBW Typ2

Le pilote-constructeur britannique Brian Naylor avait initialement inscrit sa  nouvelle Typ2 (une monoplace au châssis copié sur la Cooper T51 et utilisant cette saison un moteur de Maserati 150S et une boîte de vitesses Colotti à cinq rapports), avec laquelle il a participé sans succès au Silver City Trophy à Brands Hatch un mois plus tôt. Il avait alors endommagé son moteur et a finalement renoncé à faire le déplacement en France.

## Coureurs inscrits
| no | Pilote                            | Écurie                     | Constructeur | Modèle       | Moteur                      | Pneumatiques |
| -- | --------------------------------- | -------------------------- | ------------ | ------------ | --------------------------- | ------------ |
| 2  | Jack Brabham                      | Cooper Car Company         | Cooper       | Cooper T55   | Coventry Climax FPF MkII L4 | D            |
| 4  | Bruce McLaren                     | Cooper Car Company         | Cooper       | Cooper T55   | Coventry Climax FPF MkII L4 | D            |
| 6  | Innes Ireland                     | Team Lotus                 | Lotus        | Lotus 21     | Coventry Climax FPF MkII L4 | D            |
| 8  | Jim Clark                         | Team Lotus                 | Lotus        | Lotus 21     | Coventry Climax FPF MkII L4 | D            |
| 10 | Joakim Bonnier                    | Porsche System Engineering | Porsche      | Porsche 718  | Porsche 547/3 F4            | D            |
| 12 | Dan Gurney                        | Porsche System Engineering | Porsche      | Porsche 718  | Porsche 547/3 F4            | D            |
| 14 | Carel Godin de Beaufort           | Ecurie Maarsbergen         | Porsche      | Porsche 718  | Porsche 547/3 F4            | D            |
| 16 | Phil Hill                         | Ferrari SEFAC              | Ferrari      | Ferrari 156  | Ferrari 178 V6 (120°)       | D            |
| 18 | Richie Ginther                    | Ferrari SEFAC              | Ferrari      | Ferrari 156  | Ferrari 178 V6 (120°)       | D            |
| 20 | Wolfgang von Trips                | Ferrari SEFAC              | Ferrari      | Ferrari 156  | Ferrari 178 V6 (120°)       | D            |
| 22 | Graham Hill                       | Owen Racing Organisation   | BRM          | BRM P48/57   | Coventry Climax FPF MkII L4 | D            |
| 24 | Tony Brooks                       | Owen Racing Organisation   | BRM          | BRM P48/57   | Coventry Climax FPF MkII L4 | D            |
| 26 | Stirling Moss                     | Rob Walker Racing Team     | Lotus        | Lotus 18/21  | Coventry Climax FPF MkII L4 | D            |
| 28 | Juan Manuel Bordeu Lucien Bianchi | UDT Laystall Racing        | Lotus        | Lotus 18/21  | Coventry Climax FPF MkIi L4 | D            |
| 30 | Henry Taylor                      | UDT Laystall Racing        | Lotus        | Lotus 18/21  | Coventry Climax FPF MkII L4 | D            |
| 32 | Maurice Trintignant               | Scuderia Serenissima       | Cooper       | Cooper T51   | Maserati Tipo 6-1500 L4     | D            |
| 34 | Giorgio Scarlatti                 | Scuderia Serenissima       | De Tomaso    | De Tomaso F1 | Osca 372 L4                 | D            |
| 36 | Masten Gregory                    | Camoradi International     | Cooper       | Cooper T53   | Coventry Climax FPF MkII L4 | D            |
| 38 | Ian Burgess                       | Camoradi International     | Lotus        | Lotus 18     | Coventry Climax FPF MkII L4 | D            |
| 40 | John Surtees                      | Yeoman Credit Racing Team  | Cooper       | Cooper T53   | Coventry Climax FPF MkII L4 | D            |
| 42 | Roy Salvadori                     | Yeoman Credit Racing Team  | Cooper       | Cooper T53   | Coventry Climax FPF MkII L4 | D            |
| 44 | Jackie Lewis                      | H&L Motors                 | Cooper       | Cooper T53   | Coventry Climax FPF MkII L4 | D            |
| 46 | Michael May                       | Scuderia Colonia           | Lotus        | Lotus 18     | Coventry Climax FPF MkI L4  | D            |
| 48 | Willy Mairesse                    | Team Lotus                 | Lotus        | Lotus 21     | Coventry Climax FPF MkII L4 | D            |
| 50 | Giancarlo Baghetti                | F.I.S.A.                   | Ferrari      | Ferrari 156  | Ferrari 178 V6 (65°)        | D            |
| 52 | Bernard Collomb                   | Privé                      | Cooper       | Cooper T53   | Coventry Climax FPF MkI L4  | D            |
| 54 | Brian Naylor                      | JB Naylor                  | JBW          | JBW Typ2     | Maserati Tipo 6-1500 L4     | D            |

- Le pilote argentin Juan Manuel Bordeu était inscrit sur une des Lotus de l'équipe britannique UDT Laystall, en remplacement de  Cliff Allison, indisponible à la suite de son accident lors des essais du Grand Prix de Belgique. Bordeu s'étant également blessé, au cours d'une séance de test sur le circuit de Goodwood, sa place a été prise par Lucien Bianchi[16].

## Qualifications
Trois séances qualificatives sont prévues, les mercredi, jeudi et vendredi précédant la course, se déroulant toutes en fin d'après-midi. Malgré le grand nombre de voitures présentes (26), tous les pilotes seront admis à participer et bénéficieront de la prime de départ, il n'y a donc aucune pression sur les pilotes lors des essais. 

### Première séance - mercredi 28 juin
Le mercredi soir, sous un soleil encore chaud, les Ferrari sont immédiatement opérationnelles et se révèlent d'emblée trois à quatre secondes plus rapides que leurs meilleures concurrentes. Phil Hill va dominer cette première séance, accomplissant son meilleur tour à plus de 206 km/h de moyenne, reléguant son coéquipier Wolfgang von Trips à une seconde et demie. Stirling Moss s'est astucieusement collé derrière la monoplace de Trips durant quelques tours et, profitant au mieux de l'aspiration, a pu compenser le manque de puissance de sa Lotus. Il parvient ainsi à réaliser la quatrième performance de la journée, égalant presque le temps de Richie Ginther, troisième sur sa Ferrari à deux secondes et demie de Hill. Incriminant sa monoplace, apparemment moins performante que celle de Hill, Trips, afin d'en avoir le cœur net, a cédé pour quelques tours son volant au pilote américain ; ce dernier, toujours très à l'aise sur les circuits rapides, va vite surclasser son coéquipier allemand, démontrant que leurs deux voitures se valent ! Disposant d'une monoplace semi-officielle, moins rapide que les voitures d'usine, Giancarlo Baghetti, qui découvre le circuit de Reims, n'a pas cherché la performance en cette première journée et se trouve assez loin de ses coéquipiers.
| Pos. | Pilote             | Écurie        | Temps        | Écart    |
| ---- | ------------------ | ------------- | ------------ | -------- |
| 1    | Phil Hill          | Ferrari       | 2 min 24 s 9 |          |
| 2    | Wolfgang von Trips | Ferrari       | 2 min 26 s 4 | + 1 s 5  |
| 3    | Richie Ginther     | Ferrari       | 2 min 27 s 4 | + 2 s 5  |
| 4    | Stirling Moss      | Lotus-Climax  | 2 min 27 s 6 | + 2 s 7  |
| 5    | Graham Hill        | BRM-Climax    | 2 min 29 s 1 | + 4 s 2  |
| 6    | Innes Ireland      | Lotus-Climax  | 2 min 30 s 2 | + 5 s 3  |
| 7    | Jim Clark          | Lotus-Climax  | 2 min 30 s 3 | + 5 s 4  |
| 8    | Giancarlo Baghetti | Ferrari       | 2 min 30 s 9 | + 6 s 0  |
| 9    | John Surtees       | Cooper-Climax | 2 min 31 s 2 | + 6 s 3  |
| 10   | Roy Salvadori      | Cooper-Climax | 2 min 31 s 2 | + 6 s 3  |
| 11   | Bruce McLaren      | Cooper-Climax | 2 min 31 s 3 | + 6 s 4  |
| 12   | Masten Gregory     | Cooper-Climax | 2 min 31 s 9 | + 7 s 0  |
| 13   | Tony Brooks        | BRM-Climax    | 2 min 32 s 3 | + 7 s 4  |
| 14   | Jackie Lewis       | Cooper-Climax | 2 min 33 s 0 | + 8 s 1  |
| 15   | Henry Taylor       | Lotus-Climax  | 2 min 33 s 8 | + 8 s 9  |
| 16   | Bernard Collomb    | Cooper-Climax | 2 min 39 s 1 | + 14 s 2 |
| 17   | Ian Burgess        | Lotus-Climax  | 2 min 44 s 7 | + 19 s 8 |

### Deuxième séance - jeudi 29 juin
Disposant d'une marge confortable sur leurs rivaux, Phil Hill et Wolfgang von Trips ne prennent pas le volant lors de la séance du jeudi, également ensoleillée. Personne n'est d'ailleurs en mesure de s'approcher de leurs performances de la veille : le plus rapide de la journée, Ginther, a sensiblement amélioré ses temps mais échoue à plus de deux secondes de son chef de file, alors que Graham Hill, le plus rapide des utilisateurs du moteur Climax, accuse un handicap de plus de cinq secondes !
| Pos. | Pilote                  | Écurie          | Temps        | Écart    |
| ---- | ----------------------- | --------------- | ------------ | -------- |
| 1    | Richie Ginther          | Ferrari         | 2 min 27 s 0 |          |
| 2    | Graham Hill             | BRM-Climax      | 2 min 30 s 4 | + 3 s 4  |
| 3    | Bruce McLaren           | Cooper-Climax   | 2 min 30 s 4 | + 3 s 4  |
| 4    | Innes Ireland           | Lotus-Climax    | 2 min 30 s 5 | + 3 s 5  |
| 5    | Giancarlo Baghetti      | Ferrari         | 2 min 30 s 9 | + 3 s 9  |
| 6    | Stirling Moss           | Lotus-Climax    | 2 min 31 s 0 | + 4 s 0  |
| 7    | Dan Gurney              | Porsche         | 2 min 31 s 1 | + 4 s 1  |
| 8    | Masten Gregory          | Cooper-Climax   | 2 min 31 s 3 | + 4 s 3  |
| 9    | Roy Salvadori           | Cooper-Climax   | 2 min 31 s 3 | + 4 s 3  |
| 10   | Tony Brooks             | BRM-Climax      | 2 min 31 s 6 | + 4 s 6  |
| 11   | Jackie Lewis            | Cooper-Climax   | 2 min 32 s 0 | + 5 s 0  |
| 12   | John Surtees            | Cooper-Climax   | 2 min 32 s 2 | + 5 s 2  |
| 13   | Jack Brabham            | Cooper-Climax   | 2 min 33 s 1 | + 6 s 1  |
| 14   | Carel Godin de Beaufort | Porsche         | 2 min 33 s 2 | + 6 s 2  |
| 15   | Lucien Bianchi          | Lotus-Climax    | 2 min 33 s 4 | + 6 s 4  |
| 16   | Jim Clark               | Lotus-Climax    | 2 min 33 s 7 | + 6 s 7  |
| 17   | Maurice Trintignant     | Cooper-Maserati | 2 min 38 s 8 | + 11 s 8 |
| 18   | Michael May             | Lotus-Climax    | 2 min 40 s 2 | + 13 s 2 |
| 19   | Ian Burgess             | Lotus-Climax    | 2 min 40 s 9 | + 13 s 9 |
| 20   | Giorgio Scarlatti       | De Tomaso-osca  | 2 min 47 s 1 | + 20 s 1 |
| 21   | Henry Taylor            | Lotus-Climax    | 3 min 14 s 2 | + 47 s 2 |

### Troisième séance - vendredi 30 juin
C'est toujours sous le soleil qu'a lieu la dernière session, le vendredi soir. Phil Hill et Trips sont cette fois parmi les premiers en piste, tournant sans forcer leur mécanique, puis vont traîner à tour de rôle Baghetti dans leur sillage, permettant au débutant italien de se qualifier en douzième position. Ginther améliorer de quelques dixièmes son temps de jeudi, assurant sa place à l'extérieur de la première ligne de la grille de départ, au côté de Hill et Trips qui, en cette chaude soirée, n'ont pas tourné plus vite que le premier jour. N'ayant pas bénéficié de l'aspiration des monoplaces italiennes, Jim Clark a réalisé le cinquième temps des essais, à plus de quatre secondes de Hill ; il partira à l'extérieur de la deuxième ligne, au côté de Moss.
| Pos. | Pilote                  | Écurie         | Temps        | Écart    |
| ---- | ----------------------- | -------------- | ------------ | -------- |
| 1    | Richie Ginther          | Ferrari        | 2 min 26 s 8 |          |
| 2    | Wolfgang von Trips      | Ferrari        | 2 min 28 s 7 | + 1 s 9  |
| 3    | Jim Clark               | Lotus-Climax   | 2 min 29 s 0 | + 2 s 2  |
| 4    | John Surtees            | Cooper-Climax  | 2 min 29 s 1 | + 2 s 3  |
| 5    | Bruce McLaren           | Cooper-Climax  | 2 min 29 s 4 | + 2 s 6  |
| 6    | Dan Gurney              | Porsche        | 2 min 29 s 6 | + 2 s 8  |
| 7    | Innes Ireland           | Lotus-Climax   | 2 min 29 s 8 | + 3 s 0  |
| 8    | Tony Brooks             | BRM-Climax     | 2 min 29 s 9 | + 3 s 1  |
| 9    | Phil Hill               | Ferrari        | 2 min 30 s 0 | + 3 s 2  |
| 10   | Giancarlo Baghetti      | Ferrari        | 2 min 30 s 5 | + 3 s 7  |
| 11   | Joakim Bonnier          | Porsche        | 2 min 30 s 5 | + 3 s 7  |
| 12   | Carel Godin de Beaufort | Porsche        | 2 min 31 s 8 | + 5 s 0  |
| 13   | Graham Hill             | BRM-Climax     | 2 min 32 s 0 | + 5 s 2  |
| 14   | Stirling Moss           | Lotus-Climax   | 2 min 32 s 3 | + 5 s 5  |
| 15   | Jack Brabham            | Cooper-Climax  | 2 min 33 s 0 | + 6 s 2  |
| 16   | Masten Gregory          | Cooper-Climax  | 2 min 33 s 0 | + 6 s 2  |
| 17   | Lucien Bianchi          | Lotus-Climax   | 2 min 34 s 2 | + 7 s 4  |
| 18   | Roy Salvadori           | Cooper-Climax  | 2 min 35 s 3 | + 8 s 5  |
| 19   | Willy Mairesse          | Lotus-Climax   | 2 min 35 s 8 | + 9 s 0  |
| 20   | Bernard Collomb         | Cooper-Climax  | 2 min 36 s 8 | + 10 s 0 |
| 21   | Michael May             | Lotus-Climax   | 2 min 37 s 9 | + 11 s 1 |
| 22   | Ian Burgess             | Lotus-Climax   | 2 min 39 s 7 | + 12 s 9 |
| 23   | Henry Taylor            | Lotus-Climax   | 2 min 40 s 3 | + 13 s 5 |
| 24   | Giorgio Scarlatti       | De Tomaso-osca | 2 min 47 s 1 | + 20 s 3 |

- Le temps de 2 min 31 s 8 attribué à Carel Godin de Beaufort a été en fait réalisé par Joakim Bonnier, qui a accompli quelques tours au volant de la monoplace du pilote néerlandais[18].

### Tableau final des qualifications

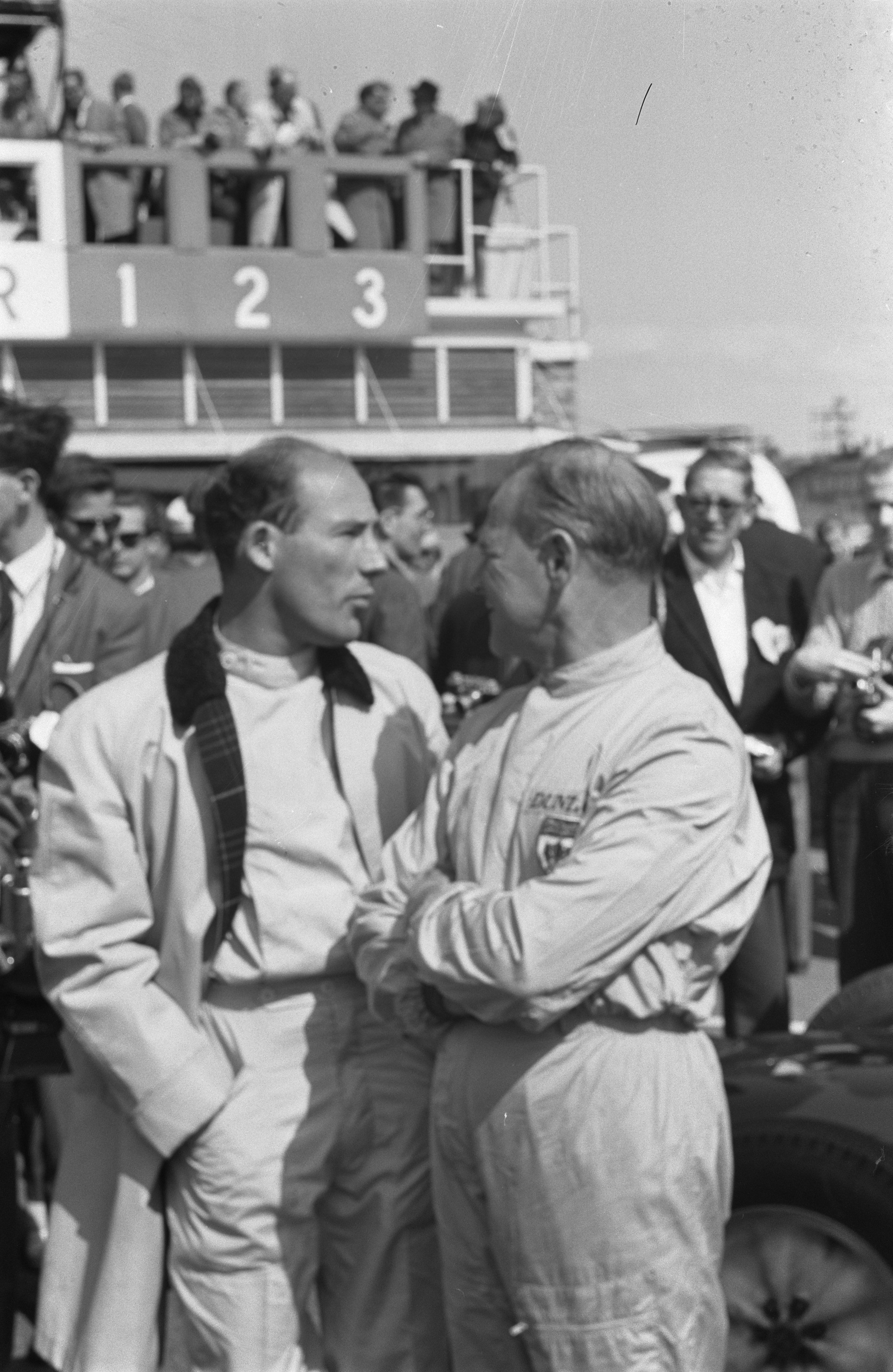
Stirling Moss (à gauche sur la photo, conversant avec Innes Ireland) a su habilement profiter du sillage de la Ferrari de Wolfgang von Trips, le mercredi, pour se qualifier en deuxième ligne.

| Pos. | Pilote                  | Écurie          | Temps        | Écart    | Commentaire                                                                |
| ---- | ----------------------- | --------------- | ------------ | -------- | -------------------------------------------------------------------------- |
| 1    | Phil Hill               | Ferrari         | 2 min 24 s 9 |          | temps réalisé le mercredi                                                  |
| 2    | Wolfgang von Trips      | Ferrari         | 2 min 26 s 4 | + 1 s 5  | temps réalisé le mercredi                                                  |
| 3    | Richie Ginther          | Ferrari         | 2 min 26 s 8 | + 1 s 9  | temps réalisé le vendredi                                                  |
| 4    | Stirling Moss           | Lotus-Climax    | 2 min 27 s 6 | + 2 s 7  | temps réalisé le mercredi                                                  |
| 5    | Jim Clark               | Lotus-Climax    | 2 min 29 s 0 | + 4 s 1  | temps réalisé le vendredi                                                  |
| 6    | Graham Hill             | BRM-Climax      | 2 min 29 s 1 | + 4 s 2  | temps réalisé le mercredi                                                  |
| 7    | John Surtees            | Cooper-Climax   | 2 min 29 s 1 | + 4 s 2  | temps réalisé le vendredi                                                  |
| 8    | Bruce McLaren           | Cooper-Climax   | 2 min 29 s 4 | + 4 s 5  | temps réalisé le vendredi                                                  |
| 9    | Dan Gurney              | Porsche         | 2 min 29 s 6 | + 4 s 7  | temps réalisé le vendredi                                                  |
| 10   | Innes Ireland           | Lotus-Climax    | 2 min 29 s 8 | + 4 s 9  | temps réalisé le vendredi                                                  |
| 11   | Tony Brooks             | BRM-Climax      | 2 min 29 s 9 | + 5 s 0  | temps réalisé le vendredi                                                  |
| 12   | Giancarlo Baghetti      | Ferrari         | 2 min 30 s 5 | + 5 s 6  | temps réalisé le vendredi                                                  |
| 13   | Joakim Bonnier          | Porsche         | 2 min 30 s 5 | + 5 s 6  | temps réalisé le vendredi                                                  |
| 14   | Jack Brabham            | Cooper-Climax   | 2 min 31 s 0 | + 6 s 1  | temps réalisé le mercredi                                                  |
| 15   | Roy Salvadori           | Cooper-Climax   | 2 min 31 s 2 | + 6 s 3  | temps réalisé le mercredi                                                  |
| 16   | Masten Gregory          | Cooper-Climax   | 2 min 31 s 3 | + 6 s 4  | temps réalisé le jeudi                                                     |
| 17   | Carel Godin de Beaufort | Porsche         | 2 min 31 s 8 | + 6 s 9  | temps réalisé le vendredi                                                  |
| 18   | Jackie Lewis            | Cooper-Climax   | 2 min 32 s 0 | + 7 s 1  | temps réalisé le jeudi                                                     |
| 19   | Lucien Bianchi          | Lotus-Climax    | 2 min 33 s 4 | + 8 s 5  | temps réalisé le jeudi                                                     |
| 20   | Willy Mairesse          | Lotus-Climax    | 2 min 35 s 8 | + 10 s 9 | temps réalisé le vendredi                                                  |
| 21   | Bernard Collomb         | Cooper-Climax   | 2 min 36 s 8 | + 11 s 9 | temps réalisé le vendredi                                                  |
| 22   | Michael May             | Lotus-Climax    | 2 min 37 s 9 | + 13 s 0 | temps réalisé le vendredi                                                  |
| 23   | Maurice Trintignant     | Cooper-Maserati | 2 min 38 s 8 | + 13 s 9 | temps réalisé le jeudi                                                     |
| 24   | Ian Burgess             | Lotus-Climax    | 2 min 39 s 7 | + 14 s 8 | temps réalisé le vendredi                                                  |
| 25   | Henry Taylor            | Lotus-Climax    | 2 min 40 s 3 | + 15 s 4 | temps réalisé le vendredi (temps de 2 min 33 s 8 le mercredi sur le mulet) |
| 26   | Giorgio Scarlatti       | De Tomaso-osca  | 2 min 47 s 1 | + 22 s 2 | temps réalisé le vendredi                                                  |

## Grille de départ du Grand Prix
| 1re ligne | Pos. 3                          |                               | Pos. 2                           |                             | Pos. 1                       |
|           | Ginther Ferrari 2 min 26 s 8    |                               | Trips Ferrari 2 min 26 s 4       |                             | P. Hill Ferrari 2 min 24 s 9 |
| 2e ligne  |                                 | Pos. 5                        |                                  | Pos. 4                      |                              |
|           |                                 | Clark Lotus 2 min 29 s 0      |                                  | Moss Lotus 2 min 27 s 6     |                              |
| 3e ligne  | Pos. 8                          |                               | Pos. 7                           |                             | Pos. 6                       |
|           | McLaren Cooper 2 min 29 s 4     |                               | Surtees Cooper 2 min 29 s 1      |                             | G. Hill BRM 2 min 29 s 1     |
| 4e ligne  |                                 | Pos. 10                       |                                  | Pos. 9                      |                              |
|           |                                 | Ireland Lotus 2 min 29 s 8    |                                  | Gurney Porsche 2 min 29 s 6 |                              |
| 5e ligne  | Pos. 13                         |                               | Pos. 12                          |                             | Pos. 11                      |
|           | Bonnier Porsche 2 min 30 s 5    |                               | Baghetti Ferrari 2 min 30 s 5    |                             | Brooks BRM 2 min 29 s 9      |
| 6e ligne  |                                 | Pos. 15                       |                                  | Pos. 14                     |                              |
|           |                                 | Salvadori Cooper 2 min 31 s 2 |                                  | Brabham Cooper 2 min 31 s 0 |                              |
| 7e ligne  | Pos. 18                         |                               | Pos. 17                          |                             | Pos. 16                      |
|           | Lewis Cooper 2 min 32 s 0       |                               | Beaufort Porsche 2 min 31 s 8    |                             | Gregory Cooper 2 min 31 s 3  |
| 8e ligne  |                                 | Pos. 20                       |                                  | Pos. 19                     |                              |
|           |                                 | Mairesse Lotus 2 min 35 s 8   |                                  | Bianchi Lotus 2 min 33 s 4  |                              |
| 9e ligne  | Pos. 23                         |                               | Pos. 22                          |                             | Pos. 21                      |
|           | Trintignant Cooper 2 min 38 s 8 |                               | May Lotus 2 min 37 s 9           |                             | Collomb Cooper 2 min 36 s 8  |
| 10e ligne |                                 | Pos. 25                       |                                  | Pos. 24                     |                              |
|           |                                 | Taylor Lotus 2 min 40 s 3     |                                  | Burgess Lotus 2 min 39 s 7  |                              |
| 11e ligne |                                 |                               | Pos. 26                          |                             |                              |
|           |                                 |                               | Scarlatti De Tomaso 2 min 47 s 1 |                             |                              |

## Déroulement de la course

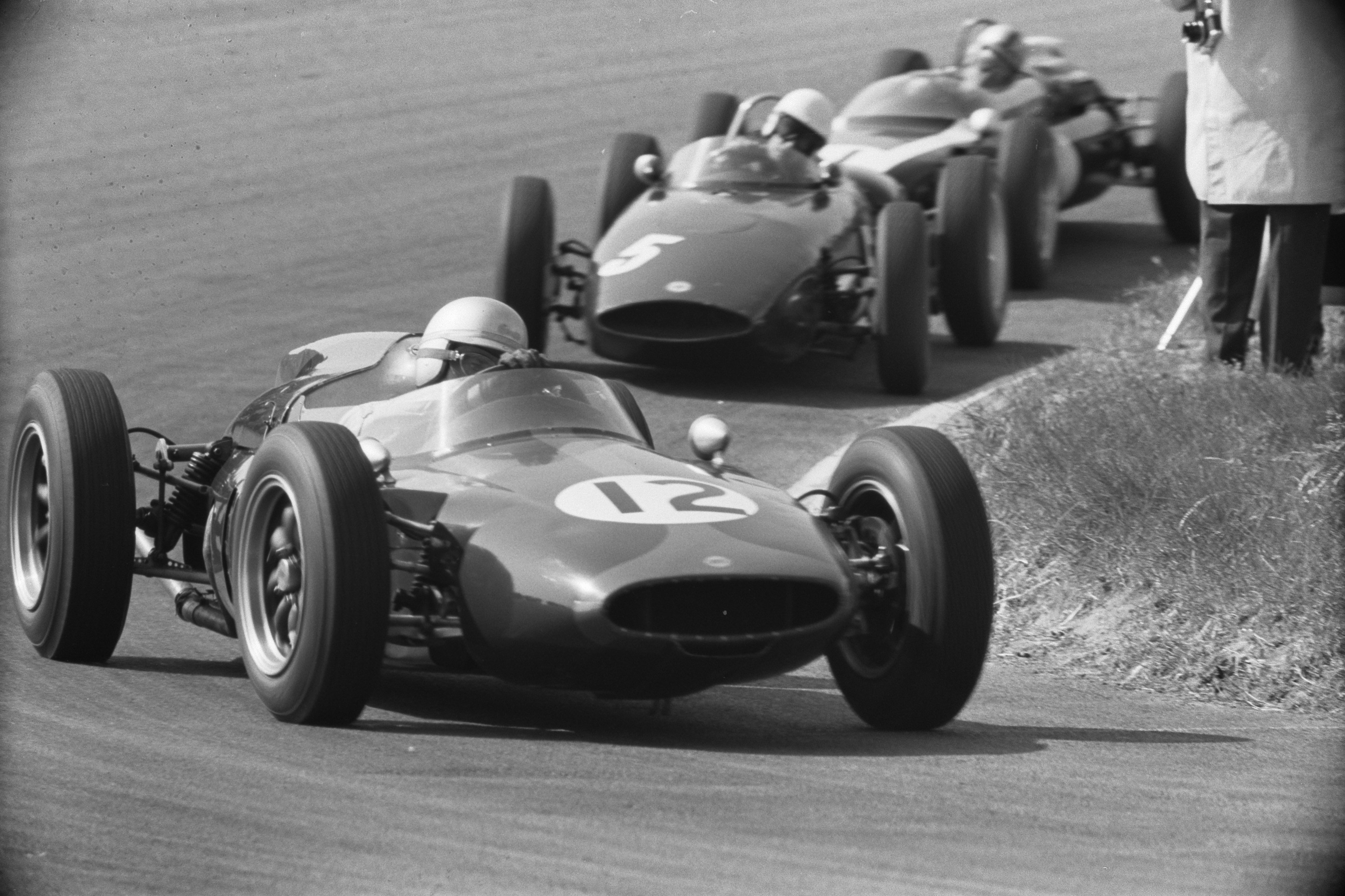
John Surtees, sur la Cooper T53 du Yeoman Credit Racing Team, a perdu très tôt toutes ses chances à cause d'une faute de Richie Ginther.

Le dimanche en début d'après-midi, le circuit baigne sous un soleil de plomb. La température au sol est telle que par endroits le goudron a fondu. C'est le cas en particulier sur la nationale 31, dont le revêtement a été refait peu de temps auparavant ; dans la zone de freinage du virage de Thillois, les gravillons commencent à apparaître, aussi certains pilotes, redoutant les projections, se sont-ils protégé le visage. Tous ont prévu des artifices pour se rafraîchir durant la course (feuilles humides ou vaches à eau dans le cockpit). Sur les deux Lotus officielles, les panneaux latéraux ont été démontés pour diminuer la chaleur dans l'habitacle. Au départ, les trois Ferrari officielles prennent immédiatement l'avantage, Richie Ginther prenant quelques mètres d’avance sur ses coéquipiers Phil Hill et Wolfgang von Trips. Dans la courbe du calvaire cependant, Phil Hill et Wolfgang von Trips mènent coude-à-coude, juste devant Ginther et la Lotus de Stirling Moss, qui au baisser du drapeau a immédiatement pris le sillage des voitures italiennes ; une cassure s'est déjà effectuée avec le reste du peloton, emmené par la Cooper de John Surtees et la BRM de Graham Hill. Hill se maintient au commandement et repasse le premier devant les tribunes, avec une dizaine de mètres d'avance sur Ginther, Trips et Moss, roues dans roues. Cinquième avec deux secondes de retard, Surtees est à la tête d'un peloton très compact, comprenant les Lotus de Jim Clark et Innes Ireland, les BRM de Graham Hill et Tony Brooks et les Porsche de Joakim Bonnier et Dan Gurney qui encadrent la Cooper de Bruce McLaren ainsi que la Ferrari du débutant Giancarlo Baghetti. Au deuxième tour, Trips reprend la seconde place à Ginther. Bénéficiant de l'aspiration de la troisième Ferrari, Moss parvient à rester au contact des voitures de tête. Comptant plus de cent mètres de retard, Surtees, cinquième, mène toujours le groupe des poursuivants, qui échangent continuellement leurs positions. Moss continue à tourner au rythme des Ferrari, accédant même à la troisième place lorsque Ginther, qui a perdu un peu de terrain sur ses coéquipiers, dérape au virage de Thillois, effectuant une large embardée. Cherchant à éviter la monoplace en perdition, Surtees fait un écart, heurte la bordure, endommageant la suspension de sa Cooper ; il rentre alors lentement à son stand pour y abandonner, en même temps que Brooks dont le moteur a surchauffé.
Phil Hill et Trips sont maintenant seuls en tête, se détachant progressivement de Moss, que Ginther rattrape rapidement. Au sixième tour, il est dans les roues du pilote britannique. Celui-ci vire un peu trop large au virage de Muizon et frôle les fascines, ce dont profite Ginther pour reprendre la troisième place. Moss ne parvient pas à se replacer dans les roues de la Ferrari et, ne pouvant profiter de l'aspiration, va désormais perdre régulièrement du terrain. À la fin du dixième tour, Phil Hill s'est détaché de Trips, environ une seconde et demie derrière. Ginther roule isolé en troisième position, à une vingtaine de secondes de ses coéquipiers, ce qui le préserve des projections de gravillons. Moss est dix secondes plus loin et ne compte plus que quelques centaines d'avance sur le gros du peloton, mené par Baghetti, Ireland et Clark. Jack Brabham, après un mauvais départ, est parvenu à recoller à ce groupe et occupe la douzième place.
Alors que le revêtement se dégrade de plus en plus et que les pilotes roulant en groupe sont aspergés de gravillons, Trips augmente son rythme et en deux tours rattrape son coéquipier. Il le déborde à l'amorce du treizième tour, mais ne parvient pas à s'en détacher. Ginther reste isolé à la troisième place mais derrière Moss est presque rejoint par Baghetti, toujours en tête du groupe de chasse. Brabham vient alors d'abandonner, moteur cassé. Moss commence à avoir des problèmes de freinage et perd bientôt quelques places au sein du peloton. Phil Hill et Trips effectuent quelques tours roues dans roues mais alors qu'ils avalent la longue ligne droite pour la dix-huitième fois, Trips ralentit soudain, de la fumée bleue sortant de l'échappement droit de sa Ferrari. Hill vire seul au virage de Thillois et repasse détaché devant les tribunes, alors que son coéquipier va s'arrêter au stand : une petite pierre a percé le radiateur et le moteur a surchauffé ; le pilote allemand est contraint d'abandonner. Hill, qui venait de tourner à plus de 203 km/h de moyenne, se retrouve en tête avec une marge très confortable sur ses coéquipiers Ginther et Baghetti. Il lève alors un peu le pied, contrôlant son avance. Moss, qui était tombé en queue de peloton, s'arrête bientôt à son stand pour faire réparer sa commande de freinage, arrêt qui va durer une dizaine de minutes. En tête de la course, Hill tourne à sa main et Ginther s'en rapproche peu à peu, jusqu'à ce qu’un tête-à-queue au virage de Thillois (que la dégradation de la chaussée rend de plus en plus difficile à négocier) fasse remonter l'écart entre les deux Ferrari à plus de vingt secondes. On est alors près de la mi-course. Baghetti détient toujours la troisième place, se maintenant juste devant les Lotus de Clark et Ireland et les Porsche de Gurney et Bonnier, le groupe de chasse s'étant réduit à cinq voitures, Graham Hill et McLaren roulant de concert quelques centaines de mètres plus loin. Le moteur d'Ireland ne donne plus son maximum et le pilote britannique, aussitôt débordé par les deux Porsche, se retrouve bientôt isolé à la septième place. S'aidant mutuellement, Gurney et Bonnier s’attaquent alors à Clark et durant plusieurs tours ces trois pilotes vont sans cesse échanger leurs positions, dans les roues de Baghetti qui se maintient toujours à l'avant de ce petit groupe.

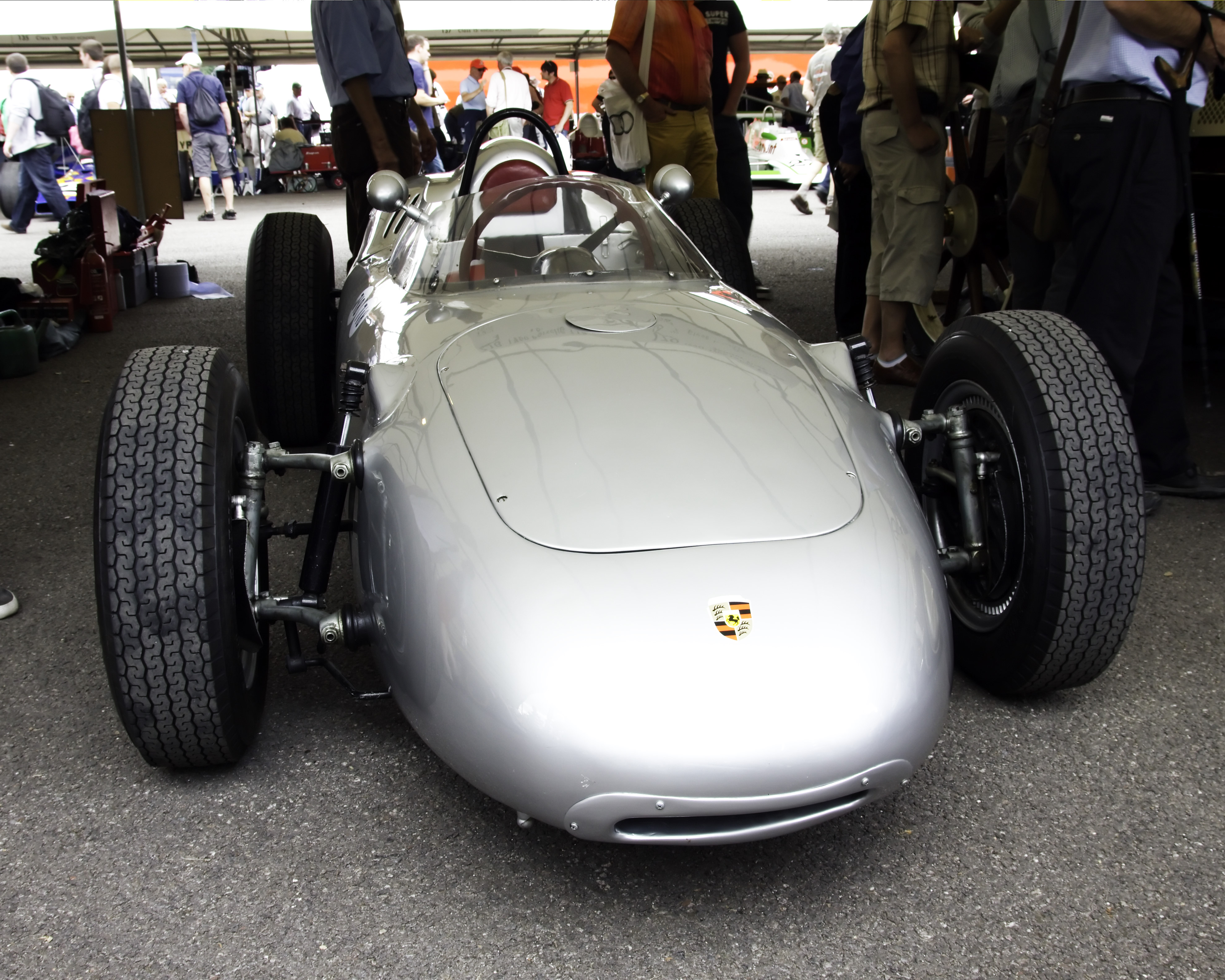
Les Porsche 718 sont passées à deux doigts de la victoire à Reims.

Au moment d'aborder le trentième tour, Phil Hill caracole toujours en tête, avec dix-huit secondes d'avance sur Ginther. Gurney et Baghetti passent de front devant les stands, avec Bonnier et Clark dans leurs roues. Au trente-troisième passage devant les tribunes, Bonnier parvient à devancer Baghetti, mais le jeune pilote italien le repasse aussitôt et, dans la longue ligne droite, parvient à creuser un écart d'une vingtaine de mètres sur ses trois poursuivants. Ceux-ci sont réduits à deux lorsqu'au trente-sixième tour une pierre vient briser les lunettes de protection de Clark ; gêné, le pilote écossais est contraint de lever un peu le pied. Il ne reste plus que les deux Porsche pour disputer sa troisième place à Baghetti. Phil Hill, qui a adopté un rythme de croisière, ne compte plus qu'une dizaine de secondes d'avance sur Ginther ; à la fin du trente-huitième tour, à l'approche du virage de Thillois, il se trouve dans le sillage de Moss, très attardé. Il tente de le déborder au freinage, parvient à passer mais dérape sur les gravillons et fait un tête-à-queue. Moss le percute légèrement mais parvient à continuer (il abandonnera un peu plus tard, suspension endommagée), tandis que la Ferrari est arrêtée, moteur calé. Alors que Ginther passe et prend le commandement de la course, Hill ne parvient pas à redémarrer. Il va pousser sa voiture pour la remettre en marche, mais les panneaux latéraux se déforment sous la pression et il lui faudra plus d'un tour avant de repartir, tout espoir de victoire envolé ! Avec cinquante secondes d'avance sur Baghetti et les Porsche, Ginther semble avoir la course en mains. Mais à la fin du quarantième tour, pression d'huile en baisse, il préfère s'arrêter à son stand afin de préserver la mécanique. L'équipe ne tient pas compte de ses craintes et le renvoie en piste. Persuadé de ne pas pouvoir tenir la distance, il repart avec encore une centaine de mètres d'avance sur ses poursuivants, mais quelques kilomètres plus loin, juste avant l'épingle de Muizon, le moteur lâche. Baghetti, toujours en pleine bagarre avec Bonnier et Gurney, se retrouve en tête. Les deux pilotes Porsche se relaient dans leurs attaques sur la Ferrari de la Fédération italienne ; à la fin du quarante-quatrième tour, Bonnier est devant, mais au suivant Baghetti lui a repris la première place. Bonnier bataille encore deux tours dans les roues de la Ferrari, puis cède la place à Gurney. Le pilote américain parvient à prendre quelques instants la tête, dans la descente de La Garenne, mais au bout de la ligne droite son adversaire est repassé devant. La lutte reste indécise. À trois tours de la fin, Gurney et Baghetti sont au coude à coude devant les tribunes, avec Bonnier en embuscade. Dans la ligne droite, les deux Porsche, Bonnier en tête, mènent la danse : à Thillois, Gurney vire en tête, tandis que la voiture de son coéquipier commence à fumer bleu. Baghetti repasse les deux Porsche dans la ligne droite des stands, et à la fin de ce cinquantième tour Bonnier s'arrête. Son équipe le renvoie aussitôt en piste, seize kilomètres restant alors à couvrir, mais il a rétrogradé à la septième place. Baghetti et Gurney restent seuls à se disputer la victoire. L'Américain passe en tête avec un mètre d'avance à l'amorce du dernier tour ; il reste en tête jusqu'au milieu de la dernière ligne droite, Baghetti le dépassant dans la descente. Le pilote italien aborde prudemment le virage de Thillois, le dernier. Gurney plonge à la corde et passe, l'Italien prenant aussitôt sa roue et profite de l'aspiration pour déborder son adversaire deux-cents mètres avant la ligne d'arrivée ; pour un dixième de seconde, il remporte sa première course de championnat du monde ! Malgré un visage meurtri, Clark termine à la troisième place, à plus d'une minute, devant son coéquipier Ireland dont le moteur a tenu jusqu'à la fin. La cinquième place a également été l'objet d'une belle bagarre entre McLaren et Graham Hill, qui terminent dans cet ordre séparés de quelques mètres.

### Classements intermédiaires
Classements intermédiaires des monoplaces aux premier, troisième, cinquième, dixième, quinzième, vingtième, vingt-cinquième, trentième, trente-cinquième, quarantième, quarante-cinquième et cinquantième tours,.

### Classement de la course

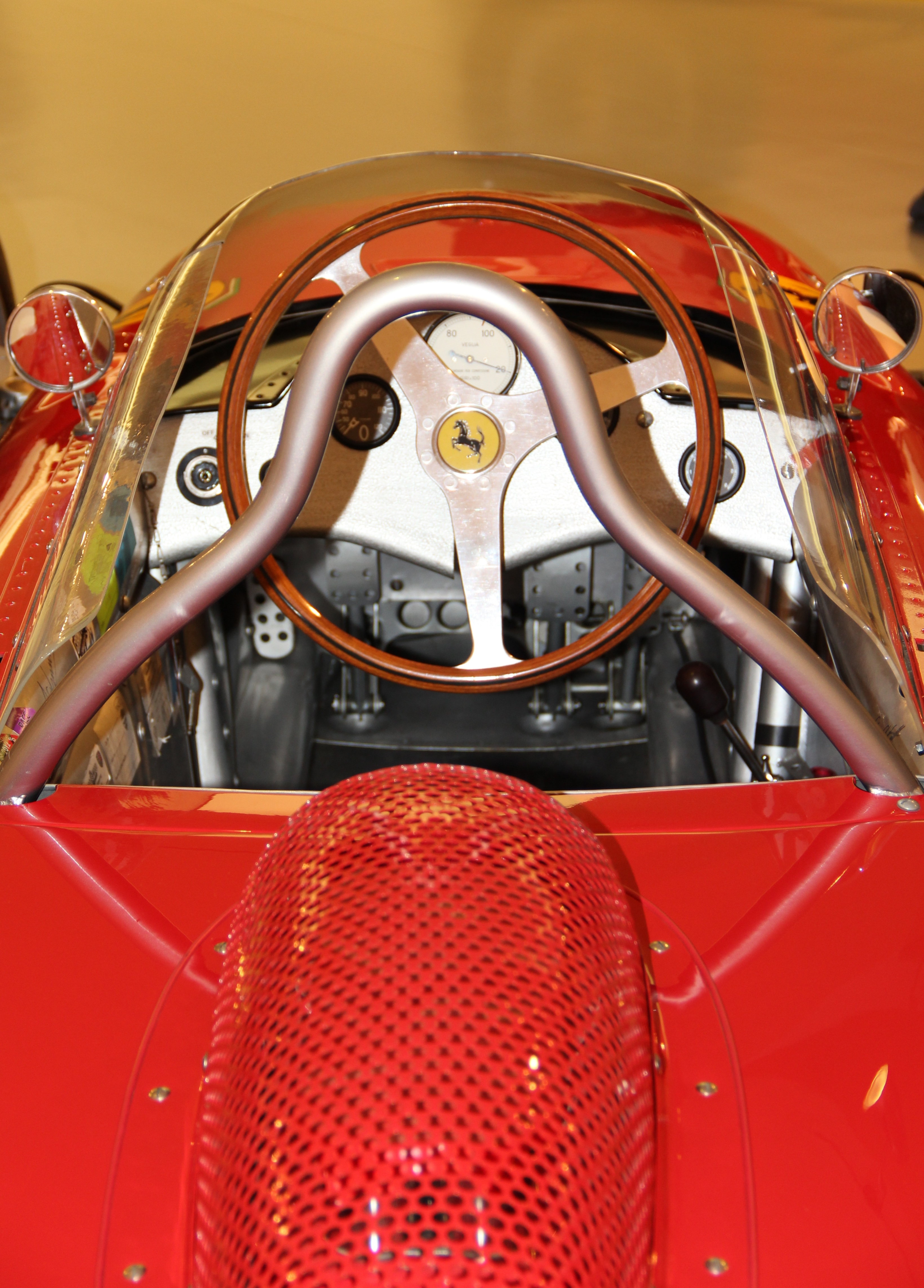
Troisième victoire consécutive en championnat du monde pour Ferrari, cette fois grâce au débutant Giancarlo Baghetti sur une 156 de la fédération italienne, à moteur V6 ancienne version (V à 65°), reconnaissable à son capot arrière à prise d'air unique.

| Pos  | No | Pilote                  | Écurie          | Tours | Temps/Abandon     | Grille | Points |
| ---- | -- | ----------------------- | --------------- | ----- | ----------------- | ------ | ------ |
| 1    | 50 | Giancarlo Baghetti      | Ferrari         | 52    | 2 h 14 min 17 s 5 | 12     | 9      |
| 2    | 12 | Dan Gurney              | Porsche         | 52    | +0 s 1            | 5      | 6      |
| 3    | 8  | Jim Clark               | Lotus-Climax    | 52    | +1 min 01 s 0     | 9      | 4      |
| 4    | 6  | Innes Ireland           | Lotus-Climax    | 52    | +1 min 10 s 3     | 10     | 3      |
| 5    | 4  | Bruce McLaren           | Cooper-Climax   | 52    | +1 min 41 s 8     | 8      | 2      |
| 6    | 22 | Graham Hill             | BRM-Climax      | 52    | +1 min 41 s 9     | 6      | 1      |
| 7    | 10 | Jo Bonnier              | Porsche         | 52    | +3 min 15 s 4     | 13     |        |
| 8    | 42 | Roy Salvadori           | Cooper-Climax   | 51    | +1 tour           | 15     |        |
| 9    | 16 | Phil Hill               | Ferrari         | 50    | +2 tours          | 1      |        |
| 10   | 30 | Henry Taylor            | Lotus-Climax    | 49    | +3 tours          | 25     |        |
| 11   | 46 | Michael May             | Lotus-Climax    | 48    | +4 tours          | 22     |        |
| 12   | 36 | Masten Gregory          | Cooper-Climax   | 43    | +9 tours          | 16     |        |
| 13   | 32 | Maurice Trintignant     | Cooper-Maserati | 42    | +10 tours         | 23     |        |
| 14   | 38 | Ian Burgess             | Lotus-Climax    | 42    | +10 tours         | 24     |        |
| 15   | 18 | Richie Ginther          | Ferrari         | 40    | Pression d'huile  | 3      |        |
| Abd. | 26 | Stirling Moss           | Lotus-Climax    | 31    | Freins            | 4      |        |
| Abd. | 48 | Willy Mairesse          | Lotus-Climax    | 27    | Moteur            | 20     |        |
| Abd. | 14 | Carel Godin de Beaufort | Porsche         | 23    | Surchauffe moteur | 17     |        |
| Abd. | 28 | Lucien Bianchi          | Lotus-Climax    | 21    | Surchauffe moteur | 19     |        |
| Abd. | 20 | Wolfgang von Trips      | Ferrari         | 18    | Moteur            | 2      |        |
| Abd. | 34 | Giorgio Scarlatti       | De Tomaso-OSCA  | 15    | Moteur            | 26     |        |
| Abd. | 2  | Jack Brabham            | Cooper-Climax   | 14    | Pression d'huile  | 14     |        |
| Abd. | 52 | Bernard Collomb         | Cooper-Climax   | 6     | Moteur            | 21     |        |
| Abd. | 40 | John Surtees            | Cooper-Climax   | 4     | Accident          | 7      |        |
| Abd. | 24 | Tony Brooks             | BRM-Climax      | 4     | Surchauffe moteur | 11     |        |
| Abd. | 44 | Jackie Lewis            | Cooper-Climax   | 4     | Surchauffe moteur | 18     |        |

Légende :
- Abd.=Abandon

### Pole position et record du tour
- Pole position :  Phil Hill en 2 min 24 s 9 (vitesse moyenne : 206,261 km/h). Temps réalisé lors de la séance d'essais du mercredi 28 juin[17].
- Meilleur tour en course :  Phil Hill en 2 min 27 s 1 au dix-huitième tour[24] (vitesse moyenne : 203,176 km/h).

### Tours en tête
- Phil Hill : 32 tours (1-12 / 18-37)
- Wolfgang von Trips : 5 tours (13-17)
- Richie Ginther : 3 tours (38-40)
- Giancarlo Baghetti : 7 tours (41-43 / 45 / 47 / 50 / 52)
- Jo Bonnier : 1 tour (44)
- Dan Gurney : 4 tours (46 / 48-49 / 51)

## Classement général à l'issue de la course
- Attribution des points : 9, 6, 4, 3, 2, 1 respectivement aux six premiers de chaque épreuve.
- Pour la coupe des constructeurs, même barème à l'exception de la première place (8 points au lieu de 9) et seule la voiture la mieux classée de chaque équipe inscrit des points.
- Seuls les cinq meilleurs résultats sont comptabilisés.
- Le règlement permet aux pilotes de se relayer sur une même voiture, les points éventuellement acquis étant alors perdus pour pilotes et constructeur[17].
- Sur neuf épreuves qualificatives prévues pour le championnat du monde 1961, huit seront effectivement courues, le Grand Prix du Maroc (programmé le 29 octobre) ayant été annulé en cours de saison pour raisons financières[17].

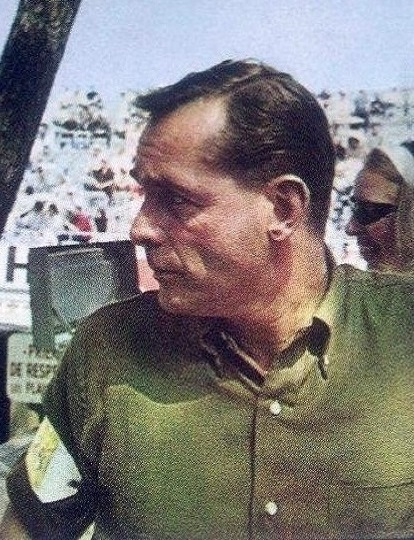
Aucun changement en tête du championnat du monde, les favoris ayant tous abandonné ou été retardés ; Phil Hill (photo) conserve la première place du classement provisoire avec un point d'avance sur Wolfgang von Trips.

| Pos. | Pilote             | Écurie  | Points | MON | NL | BEL | FRA | GBR | ALL | ITA | USA | MAR |
| ---- | ------------------ | ------- | ------ | --- | -- | --- | --- | --- | --- | --- | --- | --- |
| 1    | Phil Hill          | Ferrari | 19     | 4   | 6  | 9   | -   |     |     |     |     |     |
| 2    | Wolfgang von Trips | Ferrari | 18     | 3   | 9  | 6   | -   |     |     |     |     |     |
| 3    | Stirling Moss      | Lotus   | 12     | 9   | 3  | -   | -   |     |     |     |     |     |
|      | Richie Ginther     | Ferrari | 12     | 6   | 2  | 4   | -   |     |     |     |     |     |
| 5    | Giancarlo Baghetti | Ferrari | 9      | -   | -  | -   | 9   |     |     |     |     |     |
|      | Dan Gurney         | Porsche | 9      | 2   | -  | 1   | 6   |     |     |     |     |     |
| 7    | Jim Clark          | Lotus   | 8      | -   | 4  | -   | 4   |     |     |     |     |     |
| 8    | Olivier Gendebien  | Ferrari | 3      | -   | -  | 3   | -   |     |     |     |     |     |
|      | Innes Ireland      | Lotus   | 3      | -   | -  | -   | 3   |     |     |     |     |     |
|      | Bruce McLaren      | Cooper  | 3      | 1   | -  | -   | 2   |     |     |     |     |     |
| 11   | John Surtees       | Cooper  | 2      | -   | -  | 2   | -   |     |     |     |     |     |
| 12   | Jack Brabham       | Cooper  | 1      | -   | 1  | -   | -   |     |     |     |     |     |
|      | Graham Hill        | BRM     | 1      | -   | -  | -   | 1   |     |     |     |     |     |

| Pos. | Écurie        | Points | MON | NL | BEL | FRA | GBR | ALL | ITA | USA | MAR |
| ---- | ------------- | ------ | --- | -- | --- | --- | --- | --- | --- | --- | --- |
| 1    | Ferrari       | 30     | 6   | 8  | 8   | 8   |     |     |     |     |     |
| 2    | Lotus-Climax  | 16     | 8   | 4  | -   | 4   |     |     |     |     |     |
| 3    | Porsche       | 9      | 2   | -  | 1   | 6   |     |     |     |     |     |
| 4    | Cooper-Climax | 6      | 1   | 1  | 2   | 2   |     |     |     |     |     |
| 5    | BRM-Climax    | 1      | -   | -  | -   | 1   |     |     |     |     |     |

## À noter
- 1re victoire en championnat du monde pour Giancarlo Baghetti, sa troisième en F1, le pilote italien ayant auparavant remporté deux courses hors championnat.
- 33e victoire en championnat du monde pour Ferrari en tant que constructeur.
- 33e victoire en championnat du monde pour Ferrari en tant que motoriste.
- Après Giuseppe Farina à Silverstone en 1950 (épreuve inaugurale du championnat du monde) et Johnnie Parsons à l'Indy 500 1950, Giancarlo Baghetti devient le troisième pilote de l'histoire à gagner une épreuve du championnat du monde dès sa première participation. Cette victoire restera son unique succès en championnat du monde de F1 (il avait en début de saison remporté deux courses de F1 hors championnat : le Grand Prix de Naples et le Grand Prix de Syracuse[7]).